# Контратенор (партия)
Контрате́нор (лат. contratenor, букв. — против тенора), в технике композиции многоголосной музыки позднего Средневековья и раннего Возрождения — третий голос, добавляемый к (ранее написанным) тенору и дисканту (кантусу). Тесситура контратенора примерно совпадает с тесситурой тенора.
Термин contratenor в указанном значении впервые встречается в музыкально-теоретических источниках XIV века — в анонимном (Псевдо-Мурис) учебнике контрапункта «Ars dicsantus» (1-я половина XIV в.), у Иоанна Боэна (1350-е гг.), Анонима V Кусмакера (конец XIV в.) и других. В нотах самое раннее обозначение contratenor зафиксировано в рукописи мотета из монастыря Св. Георгия в Венеции, датируемой 1315—1319 гг. Новый контратенор мог использоваться вместо «старого» тенора либо вместе с ним (в последнем случае фактура становилась более плотной и гармонически разнообразной), как в некоторых мотетах Филиппа де Витри. Французская практика приписывания нового контратенора к оригинальному блоку голосов в начале XV века была заимствована итальянцами, например, в 1420-х гг. таким «редактированием» оригиналов занимался Маттео Перуджийский.
В трёхголосных шансон середины XV в. партия контратенора интонационно и ритмически дополняет верхний голос (superius, cantus) и тенор. С распространением четырёхголосия (у Й. Окегема, Я. Обрехта) появились высокая (contratenor altus, также acutus) и низкая (contratenor bassus, также gravis, imus) разновидности контратенора, соответствующие современным альту и басу. В теории музыки оба термина впервые описаны в трактатах Иоанна Тинкториса. По мере развития имитационной техники голоса полифонической композиции всё более уравнивались в правах, и, как следствие, концепция «производности» новых контратеноров от «данного тенора» в XVI веке потеряла смысл.